# Botanophila trifida
Botanophila trifida är en tvåvingeart som beskrevs av Masayoshi Suwa 1986. Botanophila trifida ingår i släktet Botanophila och familjen blomsterflugor. Inga underarter finns listade i Catalogue of Life.